# بینه خوجاوار
بینه خوجاوار (به ترکی آذربایجانی: Binə Xocavar) یک منطقه مسکونی در جمهوری آذربایجان است که در شهرستان ماساللی واقع شده است. بینه خوجاوار ۱۱۵۰ نفر جمعیت دارد.